# 大井実春
大井 実春（おおい さねはる、生没年不詳）は、平安時代末期、鎌倉時代初期の武蔵国荏原郡大井郷の武将。鎌倉幕府御家人。父は紀実直。本姓は紀氏。同族に品河氏がある。通称は兵衛次郎、兵三次郎。

## 略歴
『吾妻鏡』初見は元暦元年（1184年）3月22日条で、伊勢国で起こった三日平氏の乱の鎮圧のために上洛した記事である。伊賀国守護の大内惟義の指揮下に属し、5月、頼朝と対立して潜伏していた志田義広を、山内首藤経俊・波多野盛通らと共に伊勢国羽取山で討伐して武功を立て、伊勢方面に勢力を蓄えた。
大江広元が因幡守となった際に、その目代となり、源義経の大夫尉任官の拝賀では、椀飯の沙汰を務めている。文治元年（1185年）10月24日、源頼朝の勝長寿院落慶供養に随兵として参列。同年11月15日、義経謀反の連座を受けた河越重頼が没収された所領の伊勢国香取五ヶ郷（現三重県桑名市多度町香取付近）が実春にえられ、その後の大井一族の経済基盤となる。広元に仕えながら義経の監視にあたっていた事によって恩賞を受けたと考えられる。
文治5年（1189年）の奥州合戦に従軍。建久2年（1191年）閏12月、頼朝が三浦義澄の新邸に訪れた際に、三浦義村・佐原景連（義連の子）・佐貫広綱と共に相撲の勝負に召される。建久3年（1192年）11月、永福寺造営にあたって池の石を置き直すため、畠山重忠・佐貫広綱と共に厳石を運び、その大力を頼朝に称賛された。建久6年（1195年）の頼朝上洛で随兵を務めた。
実春を祖とする大井氏は兄弟である品河清実を祖とする品川氏とともに品川湊の支配にあたったとみられ、今日の品川・大井の基礎を築いた人物と言える。